# Suzanne Saerens
Suzanne Saerens (Mechelen, 20 januari 1947) is een Vlaamse actrice en dramaturge. 
Ze studeerde af in 1973 aan het Koninklijk Vlaams Conservatorium Antwerpen. Na haar periode bij het Mechels Miniatuur Teater speelde ze in de jaren '70 als freelance-actrice voor avant-gardistische theatergezelschappen zoals Teater De Kelk en De Waag. In 1979 kroop ze in de huid van de bloedmooie sensuele 'Alix' in Jef van der Heydens magisch realistische drama Kasper in de onderwereld, een verfilming van Hubert Lampo's De goden moeten hun getal hebben. Eind jaren '70 vertolkte ze de rol van Angèle, de dominante echtgenote van Philemon Persez in De Collega's. 
Suzanne Saerens speelde Paula Coppens-Sneyers in de VTM televisieserie Wittekerke. Zij speelde ook gastrollen in de televisieseries De Collega's (Angèle Persez), Heterdaad, Stille Waters, Samson en Gert, Het Park, Thuis (Marijke), Witse (Marie-Claire Lambrechts), De Bunker (Esther Zygler-Groenberg), en Aspe (Hélène Dumas). In 2007 had ze een rol in de film Man zkt vrouw.
Haar stem leent ze sinds 2005 al vier seizoenen aan de NTGent-productie Ik wil dat je een beer wordt. Ze verzorgde de dramaturgie voor de producties De leeuw van Vlaanderen en Onze-Lieve-Vrouw van Vlaanderen.